# Otto Moritz von Grünewaldt
Otto Moritz von Grünewaldt  (4. Dezember 1860 in Sankt Petersburg; † 20. Juni 1936 in Hapsal, Estland)  war ein deutsch-baltischer Schriftsteller und Landwirt.

## Leben
Seine Kindheit verbrachte Otto Moritz von Grünewaldt in Sankt Petersburg und wurde danach gemeinsam mit seinen Vettern Adolph von Gernet und Ferdinand Wrangel auf dem Gut Sellenküll nahe Oru, Estland erzogen. Otto Moritz besuchte von 1876 bis 1881 die Ritter- und Domschule zu Reval, er studierte ab 1881 an der Kaiserlichen Universität Dorpat und belegte von 1881 bis 1883 das Studienfach für Volkswirtschaft und von 1883 bis 1886 das Fach Rechtswissenschaft. Als Freiwilliger diente er im Grodnoschen Garde-Husaren-Regiment in Warschau. Er nahm als Fähnrich der Reserve seinen Abschied aus der Armee und widmete sich der Landwirtschaft in Audern. Von 1891 bis 1902 war er Gutsverwalter in Waetz. Er übernahm ebenfalls als Verwalter 1908 den Haakhof und wurde 1908 dessen Besitzer, der Haakhof blieb bis 1918 im Besitz der Grünewaldts. Nach der Güterenteignung lebte Otto Moritz ab 1922 auf einer kleinen Parzelle am Haakhof, ab 1926 war er als Schriftsteller in Hapsal tätig.

## Werke
Zu seinen Werken zählen:
- Erinnerungen. Mit einem Vorwort von Baron M. Wrangell, 2 Bände, Reval, 1927–1928. Band 1: Kindheitsparadis und Domschule 1860–1881; Band 2: Studentenzeit 1881–1886)
- Lebenserinnerungen. Teil I. Hannover-Döhren 1977 (Baltische Erinnerungen und Biographien; Teil II. Hilden 2003
- Lieder. Texte zu Liedern W. Wrangells gesungen von G. Grünewald-Tatter, Herausgeber Wierländisch-deutschen Kulturkuratorium, Reval 1929
- Weihnachtsferien. In: Hirschheydt 2000, S. 43–50.
- Herausgeber von: Vier Söhne eines Hauses. Zeit- und Lebensbilder aus Estlands Vergangenheit. 2 Bände, Leipzig 1900 abebooks.com

## Herkunft und Familie

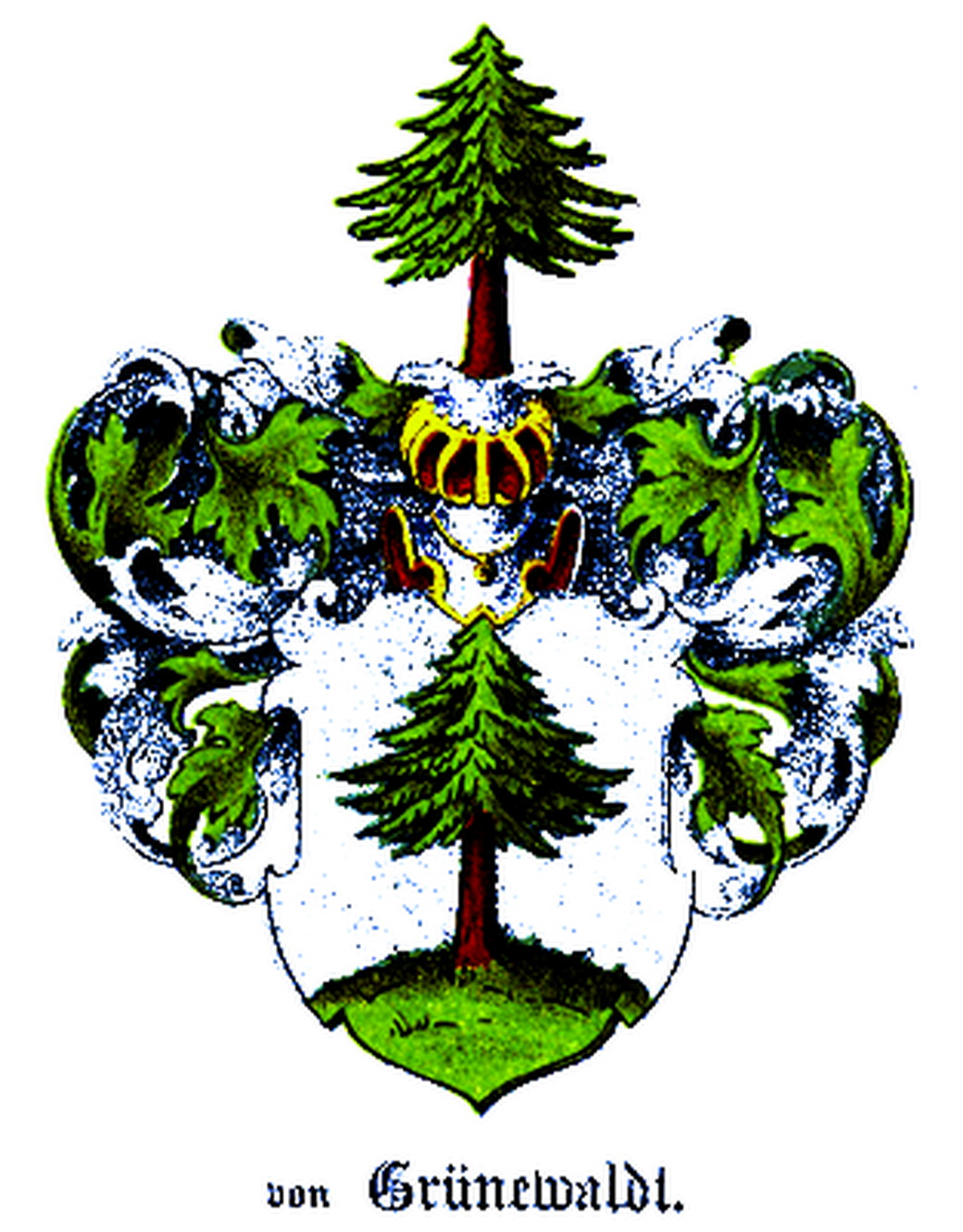
Familienwappen der von Grünewaldts

Otto Moritz stammte aus der deutsch-baltischen Adelsfamilie Grünewaldt. Sein Vater war der Mediziner und russische Wirklicher Staatsrat Johann Georg von Grünewaldt (1830–1910), der mit Gräfin Beate Stenbock verheiratet war. Im Jahre 1891 heiratete Otto Moritz Helene von Maydell (* 1864). Ihre Nachkommen waren:
- Katharina von Grünewaldt (1892–1908)
- Otto Eduard von Grünewaldt (* 1893)
- Anna von Grünewaldt (*/† 1894)
- Beate von Grünewaldt (* 1895)
- Eduard Paul von Grünewaldt (* 1897)